# Dietmar Rösicke
Dietmar Rösicke (* 9. November 1959 in Cottbus) ist ein deutscher Handballtrainer und ehemaliger Handballspieler.
Dietmar Rösicke trainierte bis 1990 die Frauen des ASK Frankfurt/Oder. Er war von 2001 bis 2004 Cheftrainer der Frauen des Frankfurter HC, mit denen er 2004 Deutscher Meister wurde. Von Januar 2005 bis Juni 2008 war er Cheftrainer bei den Männern vom LHC Cottbus in der 2. Bundesliga. Er betreute bis Februar 2011 die erste Männer-Mannschaft des HC Neuruppin in der Oberliga. Ab dem Sommer 2011 trainierte Rösicke den Frauen-Drittligisten BVB Füchse Berlin. Unter seiner Leitung stieg der BVB Füchse Berlin in die 2. Bundesliga auf. Im Januar 2014 beendete er seine Tätigkeit in Berlin. Im Sommer 2014 übernahm Rösicke das Traineramt der Männermannschaft vom SV 63 Brandenburg-West, den er bis zum Saisonende 2016/17 trainierte.
Bei der Wahl des Handball-Magazins zum „Trainer des Jahres“ 2004 belegte er den fünften Platz.
Dietmar Rösicke ist verheiratet mit der ehemaligen Handballspielerin Bianca Urbanke-Rösicke. Tochter Lara Rösicke (* 1995) spielt ebenfalls Handball, eine zweite Tochter wurde 2007 geboren.